# 시오쓰역
시오쓰역 또는 시오츠역(일본어: 四方津駅, しおつえき)은 일본 야마나시현 우에노하라시에 있는 JR 동일본 주오 선(쾌속 및 주오 본선)의 역이다.

## 타는 곳
| 1 | ■주오 본선 | 다카오・다치카와・신주쿠・도쿄 방면 |
| 2 | ■주오 본선 | 상하행선 공유(대피선)               |
| 3 | ■주오 본선 | 오쓰키・고후・고부치자와 방면       |

## 역세권 정보
- 국도 제20호선
- 가쓰라강

## 역사
- 1910년 12월 15일: 영업 개시.
- 1987년 4월 1일 : 일본국유철도 분할 민영화에 의해, 동일본 여객철도가 승계.
- 2001년 11월 18일: IC 카드 스이카 사용 개시.
- 2022년 6월 20일: 새 역사 완공.

## 화랑

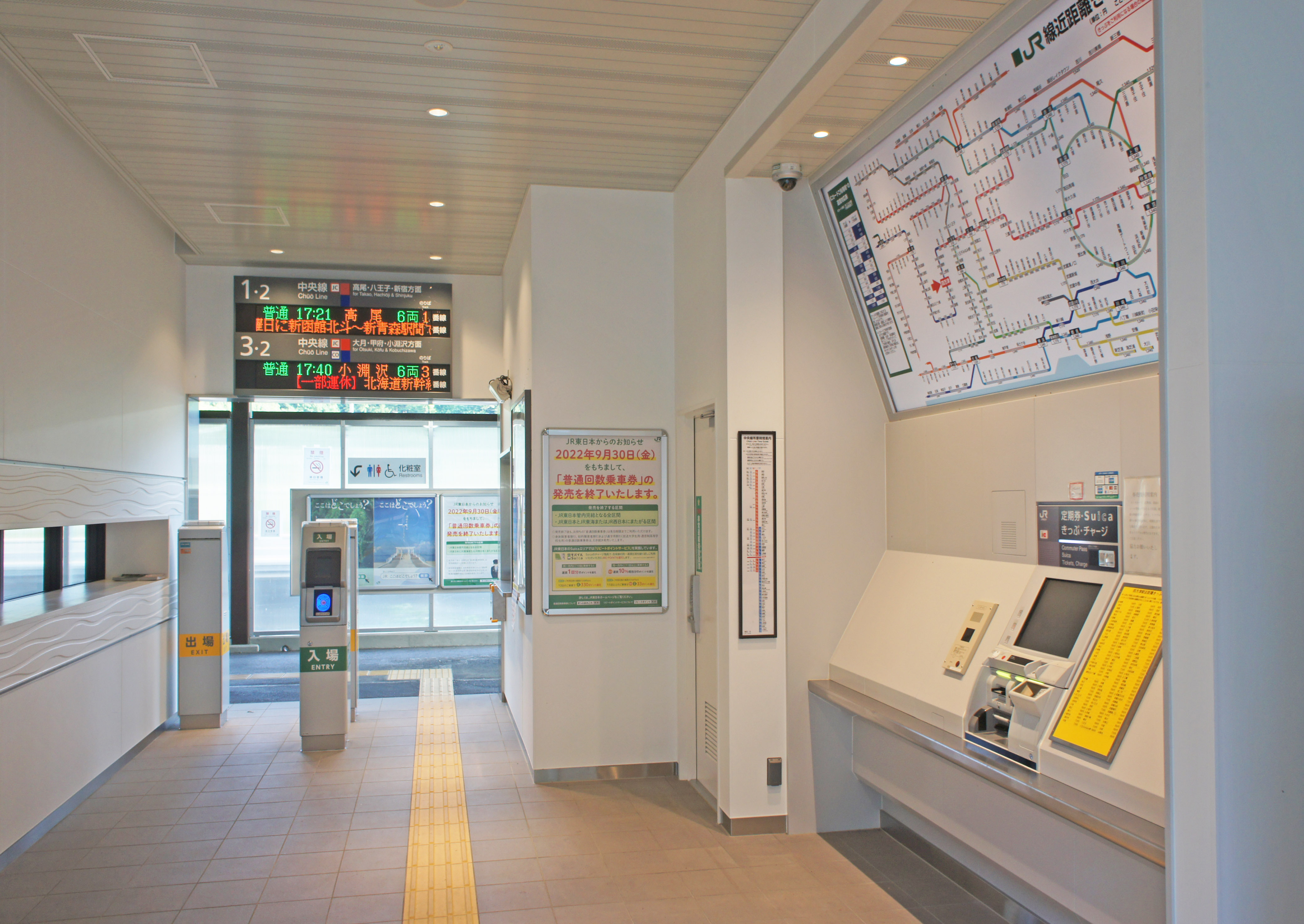
개찰과 표사는곳(2022년 7월)
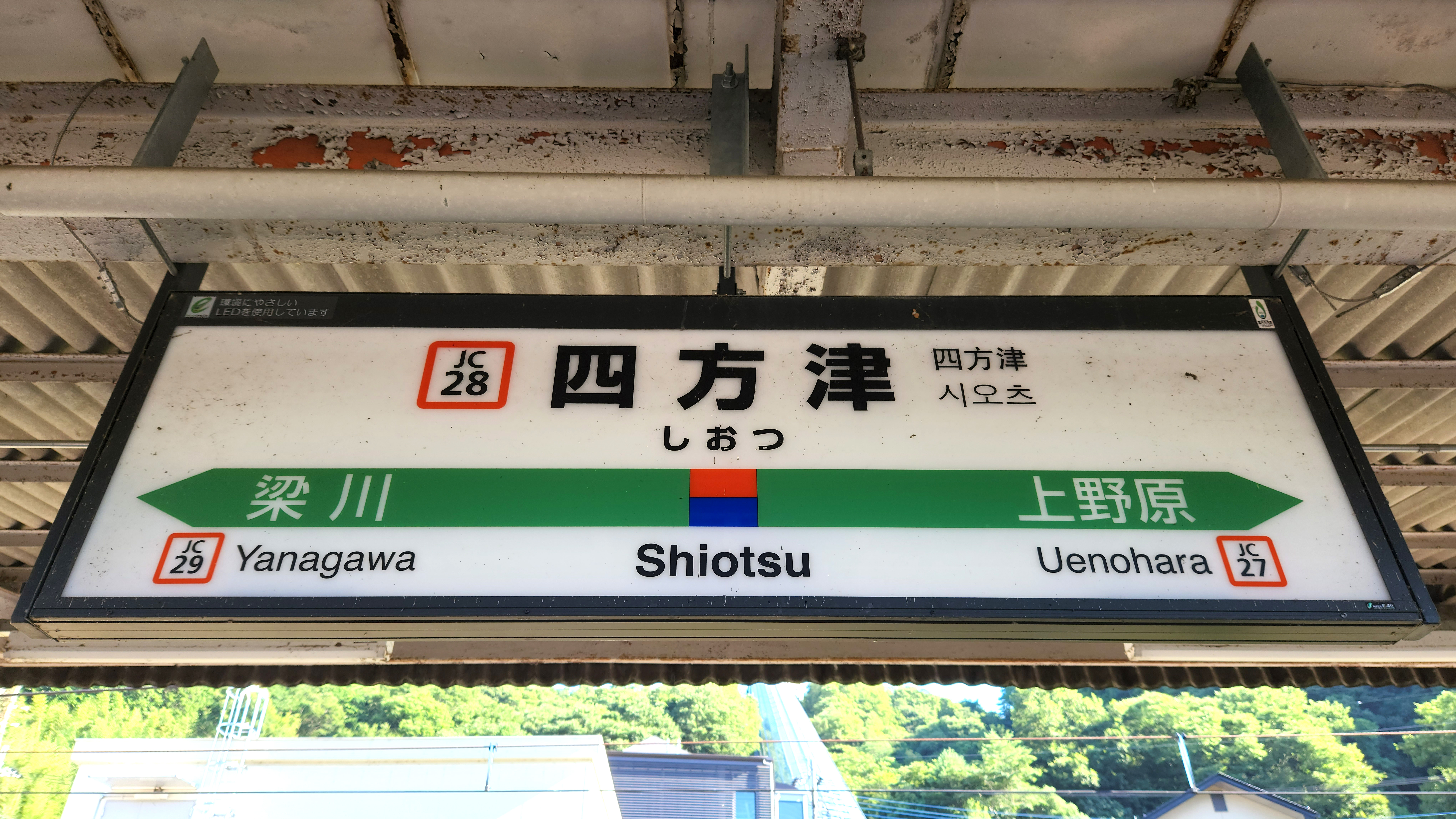
역명판(2022년 7월)
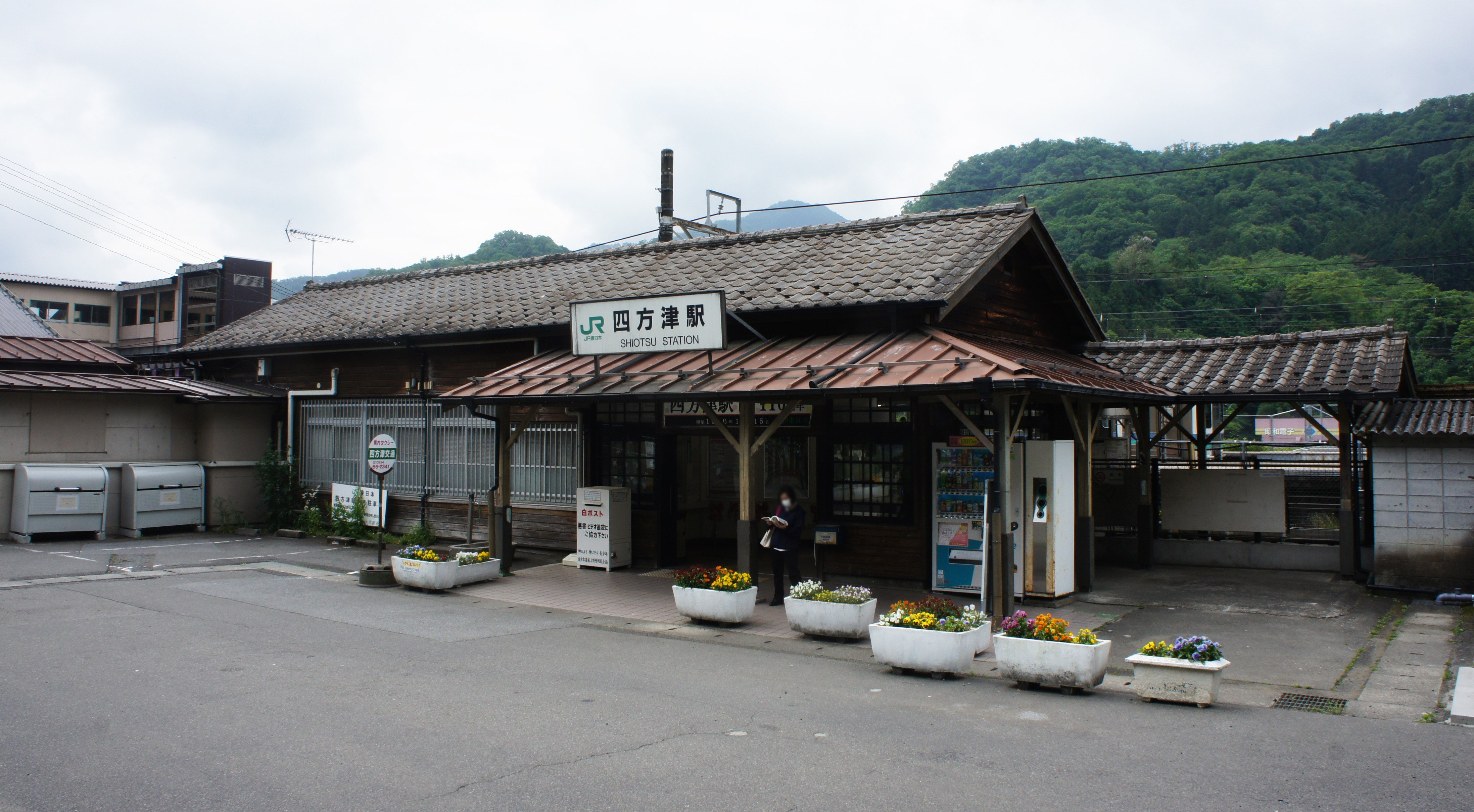
2021년까지 사용된 옛 역사 모습(2021년 5월)
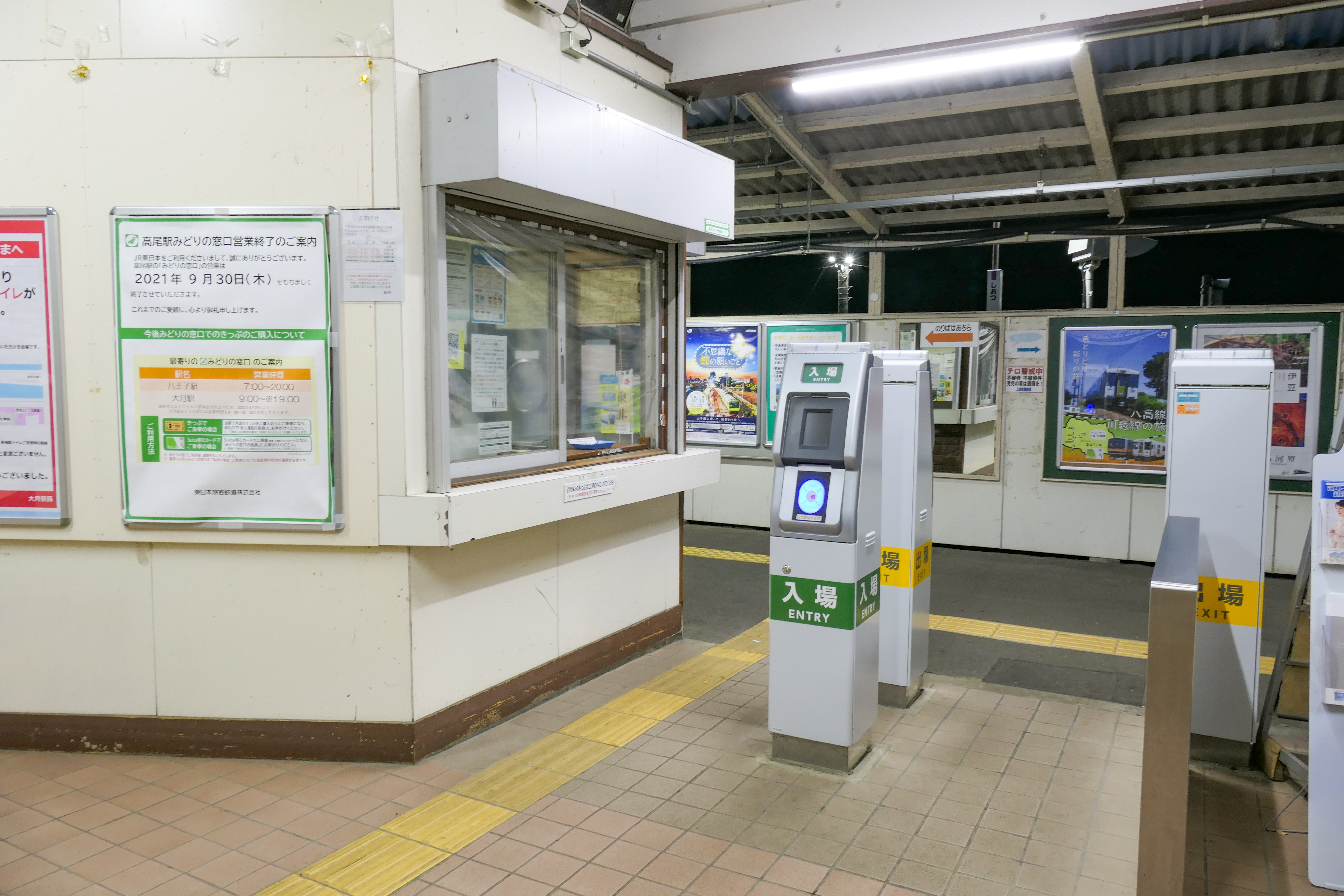
옛 역사 내 개찰(2021년 11월)

## 인접역
| 동일본 여객철도 주오 본선      | 동일본 여객철도 주오 본선 | 동일본 여객철도 주오 본선    |
| ------------------------------ | ------------------------- | ---------------------------- |
| JC 27 우에노하라 도쿄 방면     | 주오 쾌속선               | JC 29 야나가와 오쓰키 방면   |
| JC 27 우에노하라 다치카와 방면 | 주오 본선 보통            | JC 29 야나가와 마쓰모토 방면 |